# Dân trí (báo)
Báo Dân trí là một tờ báo điện tử Việt Nam trực thuộc Bộ Nội vụ. Ấn bản truyền thông trên Internet của nhật báo chính thức lấy cột mốc thành lập vào ngày 15 tháng 7 năm 2005 với cơ quan chủ quản ban đầu là Hội Khuyến học Việt Nam. Sau ba năm định hình và phát triển, Dân Trí đã được Bộ Thông tin và Truyền thông cấp phép hoạt động ở lĩnh vực báo điện tử. Đúng 12 năm sau, tờ báo nằm dưới sự điều hành của Bộ Lao động – Thương binh và Xã hội, và đến năm 2023 thì hợp nhất với Báo Lao động & Xã hội thành Báo Dân trí, sự kiện này được triển khai theo chủ trương quản lý báo chí toàn quốc đến năm 2025 của Thủ tướng Chính phủ. Cũng trong tháng 3 năm 2025, Dân trí chính thức trở thành cơ quan ngôn luận của Bộ Nội vụ trong đợt cải cách thể chế Việt Nam 2024–2025.
Một số liệu thống kê từ Google cho thấy tên miền website của Dân trí đứng vị trí thứ 9 trong Top 10 từ khóa có tốc độ "tăng trưởng tìm kiếm nhanh nhất toàn cầu" vào năm 2009. Đây cũng chính là nội dung duy nhất và lần đầu tiên của Việt Nam được thế giới biết đến. Cuối năm sau, theo trích dẫn từ Opera, ấn phẩm đứng thứ hai trong top 10 địa chỉ website được người sử dụng thiết bị điện tử truy cập nhiều nhất trong nước, chỉ đứng sau công cụ tìm kiếm Google.
Năm 2010, một bé gái không tên mang chứng tắc ruột và bệnh tim bẩm sinh bị bố mẹ bỏ rơi tại Bệnh viện Nhi đồng 2 được báo chí Việt Nam chú ý đưa tin, riêng khi Dân trí truyền thông đã nhận được một lượng lớn số tiền từ thiện. Cô bé qua đời chỉ vài tháng sau đó, và kể từ đây Dân trí đã thành lập một chuyên mục mang tên Quỹ Nhân Ái để tiếp tục giúp đỡ các trẻ em bị bệnh hiểm nghèo hoặc có hoàn cảnh khó khăn. Chỉ tính riêng năm 2023, một phóng viên của tờ báo đã kêu gọi được tổng số tiền hơn 16.3 tỷ đồng để hỗ trợ những trường hợp bất hạnh.
Song hành với lĩnh vực xuất bản truyền thông, ấn phẩm đã phối hợp với Tập đoàn Bưu chính Viễn thông đồng tổ chức "Giải Nhân tài Đất Việt" kể từ năm 2005, với mục tiêu tìm kiếm và tôn vinh các tài năng trong lĩnh vực công nghệ thông tin tại Việt Nam. Tính đến năm 2014, đã có 5.000 người tham dự giải thưởng với 2.000 sản phẩm hoàn thiện được cho là mang tính ứng dụng cao.